# Bruno Moretti
Bruno Moretti (Roma, 22 febbraio 1957) è un compositore, pianista e direttore d'orchestra italiano.

## Biografia
Ha composto musica da balletto, oltre che per il teatro, il cinema e la televisione, lavorando in collaborazione con il coreografo Mauro Bigonzetti. È anche un accompagnatore di cantanti. Moretti ha studiato con Armando Renzi. Successivamente divenne assistente di Nino Rota per la creazione dell'opera Napoli Milionaria al Festival dei Due Mondi di Spoleto nel 1977. In seguito ha studiato direzione d'orchestra all'Accademia Musicale Chigiana di Siena. Ha debuttato come direttore nel 1979 al Teatro dell'Opera di Roma con Madama Butterfly di Giacomo Puccini. Ha diretto in tutta Italia e in Inghilterra, Israele, Estremo Oriente e Nord America.
Nell'aprile 2020, insieme allo sceneggiatore Pasquale Plastino, è stato intervistato, per argomentare quanto il digitale e i social possano essere ancora degli strumenti interessanti per quanto riguarda la promozione di musica, dell'opera lirica e del teatro. 

## Lavori

### Opera
- Lady E (1999), opera in due atti su libretto di Pasquale Plastino e Silvia Ranfagni

### Balletto
- Caravaggio (2008), un balletto in due atti di Mauro Bigonzetti. Moretti ha scritto la partitura sulla base di diversi lavori di Claudio Monteverdi. La lettura di Moretti è stata recensita come "leggera ... poi più scura e sempre variata nella trama ... Monteverdi romanticizzato, ma si adatta perfettamente all'azione scenica."[4]
- Don Giovanni, emozioni di un mito (1996), per Il Balletto di Toscana
- Comoedia (1998), per Aterballetto
- Vespro (2002), per New York City Ballet
- In Vento (2006)
- Oltremare (2008)

### Musica orchestrale
- Prometeo per orchestra, poema simbolico

## Recensioni
- Anna Kisselgoff, Vespro, in The New York Times, 10 maggio 2002.
- Deborah Jowitt, Vespro, in Village Voice, 14 maggio 2002. URL consultato il 18 agosto 2018 (archiviato dall'url originale il 4 novembre 2006).
- John Rockwell, In Vento, in The New York Times, 6 maggio 2006.
- Deborah Jowitt, In Vento, in Village Voice, 9 maggio 2006. URL consultato il 18 agosto 2018 (archiviato dall'url originale il 4 agosto 2007).
- Robert Gottlieb, In Vento, in New York Observer, 4 giugno 2006. URL consultato il 18 agosto 2018 (archiviato dall'url originale il 26 luglio 2008).
- Joel Lobenthal, In Vento, in New York Sun, 8 maggio 2006.
- Alastair Macaulay, Oltremare, in The New York Times, 25 gennaio 2008.
- Clive Barnes, Oltremare, in New York Post, 25 gennaio 2008.
- Joel Lobenthal, Oltremare, in New York Sun, 25 gennaio 2008.